# لیمیتلس ایرویز
لیمیتلس ایرویز (به انگلیسی: Limitless Airways) یک شرکت هواپیمایی است که در سال ۲۰۱۵ میلادی تأسیس شده‌است و دفتر مرکزی آن در شهر رییکا در کشور کرواسی واقع شده‌است و قطب این شرکت هواپیمایی در فرودگاه رییکا قرار دارد.

## مقصدهای پروازی
| Hub | قطب شرکت هواپیمایی |
| †   | مسیرهای آینده      |
| ‡   | فصلی               |
|     | متوقف‌شده           |